# Onkyo
Onkyo Corporation (オンキヨー 株式会社, Onkyo Kabushik) é uma fabricante japonesa de produtos eletrônicos, especializado em cinema em casa e equipamentos de áudio, incluindo receptores e colunas de som surround. A palavra Onkyo vem do japonês e é traduzida para "harmonia sonora". A empresa começou com o nome de Osaka Onkyo Denki KK em 1946. Atualmente, é chefiada por Naoto Ohtsuki.